# Aubiat
Aubiat é uma comuna francesa na região administrativa de Auvérnia-Ródano-Alpes, no departamento Puy-de-Dôme. Estende-se por uma área de 14,81 km². Em 2010 a comuna tinha 915 habitantes (densidade: 61,8 hab./km²).